# 耶律蘇
耶律蘇（？—926年），《遼太祖紀功碑》漢文面寫作「索隈」，字独昆，遼朝（契丹）皇族，太祖耶律阿保機异母弟。太祖二十功臣之一。

## 经历
耶律撒剌的的六儿子。神冊5年（920年）为惕隠。6年（921年）任南府宰相。不说谎话，得到辽太祖喜爱。滄州節度使劉守文求救，阿保機命令他支援，解滄州之围。諸弟反乱时支持阿保機、耶律剌葛诈降事件中耶律蘇立功。天赞3年（924年）与南院夷離菫耶律迭里征讨西南地区。天显元年（926年）、对渤海国作战、攻克忽汗城，迫敌投降，回国后9月去世。

## 评价
性柔顺，事上忠谨。在南府任职时因受贿，被舆论抨击。 

## 后人
- 孙耶律奴瓜[2]，统和十九年拜南府宰相
- 玄孫耶律蒲古[3]